# Caudalie
Cet article concerne l'unité de mesure. Pour les autres significations, voir Caudalie (homonymie).
En œnologie, une caudalie est une unité de mesure qui exprime la durée d'expression en bouche des arômes du vin, elle se mesure après avoir avalé ou recraché le vin lors de sa dégustation. 

## Échelle
Une caudalie équivaut à une seconde. On compte entre zéro (qui correspond à une absence totale de perception après dégustation) et une douzaine de caudalies en général lors de la dégustation du vin, la moyenne se situant souvent entre trois et neuf, il est possible pour les vins très expressifs d'en compter davantage, jusqu'à une vingtaine.

## Fiabilité
Il convient de ne plus faire circuler d'air (respiration), après avoir pris le vin en bouche, ce qui modifierait la perception.
Cette perception étant différente pour chacun, les valeurs pour un vin ne sont pas exactes, mais reflètent une tendance. Elle est d'autant plus biaisée si chaque dégustateur ne compte pas les secondes de la même manière dans le cas où ce décompte est fait approximativement. L'utilisation d'un chronomètre peut en améliorer quelque peu la précision.

## Synonymie
On parle également de la persistance aromatique intense (PAI), ou d'allonge.